# Талана
Талана (італ. Talana, сард. Talana) — муніципалітет в Італії, у регіоні Сардинія,  провінція Ольястра.
Талана розташована на відстані близько 330 км на південний захід від Рима, 100 км на північ від Кальярі, 17 км на північний захід від Тортолі, 18 км на північ від Ланузеі.
Населення — 1055 осіб (2014).
Щорічний фестиваль відбувається 29 липня. Покровитель — Santa Marta.

## Демографія
Населення за роками:

Станом на 1 січня 2023 року в муніципалітеті офіційно проживало 6 іноземців з 4 країн, серед них 4 громадяни країн Євросоюзу.

## Сусідні муніципалітети
- Баунеї
- Лотцораї
- Оргозоло
- Трієї
- Урцулеї
- Віллагранде-Стризаїлі